# کی کویزومی
کی کویزومی (ژاپنی: 小泉 慶؛ زادهٔ ۱۹ آوریل ۱۹۹۵) یک بازیکن فوتبال اهل ژاپن است.
از باشگاه‌هایی که در آن بازی کرده‌است می‌توان به باشگاه فوتبال آلبیرکس نیگاتا، باشگاه فوتبال کاشیوا ریسول و باشگاه فوتبال کاشیما آنتلرز اشاره کرد.